# Universidad Clermont-Auvergne
La Universidad Clermont-Auvernia (Université Clermont-Auvergne) es una universidad francesa localizada en Clermont-Ferrand. Fue fundada el 1 de enero de 2017 por la fusión de las dos universidades anteriores, las universidades de Auvernia (Clermont-I) y Blaise-Pascal (Clermont-II). Obtuvo la marca de excelencia “Label I-Site” en 2017.

## Profesores famosos
- Anais Möller, astrofísica venezolana